# کدگذاری جبهه موج
در اپتیک و پردازش سیگنال، کدگذاری جبهه موج (به انگلیسی: Wavefront coding) به استفاده از یک عنصر مدولاسیون فاز همراه با دکانولوشن برای گسترش عمق میدان یک سیستم تصویربرداری دیجیتال مانند دوربین فیلمبرداری اشاره دارد.
کدگذاری جبهه موج در دسته گسترده عکاسی محاسباتی به عنوان تکنیکی برای افزایش عمق میدان قرار می‌گیرد.

## رمزگذاری
جبهه موج یک موج نوری که از سیستم دوربین عبور می‌کند به وسیله عناصر نوری که طول مسیر نوری متغیر فضایی دارند، مدوله می‌شود. عناصر مدولاتور باید در صفحه دیافراگم استاپ یا مردمک قرار بگیرند تا مدولاسیون یکسان برای تمام زوایای میدان از طریق میدان دید ایجاد شود. این مدولاسیون مربوط به تغییر در استدلال پیچیده عملکرد مردمک چنین دستگاه تصویربرداری است و می‌توان آن را با اهداف مختلف مهندسی کرد: به عنوان مثال گسترش عمق تمرکز (فوکوس).

### ماسک فاز خطی
کدگذاری جبهه موج با ماسک‌های فاز خطی با ایجاد یک عملکرد انتقال نوری کار می‌کند که اطلاعات فاصله را کدگذاری می‌کند. 

### ماسک فاز مکعبی
کدگذاری جبهه موج با ماسک فاز مکعبی عمل می‌کند که باعث تیره شدن یکنواخت تصویر با استفاده از یک صفحه موج مکعبی شکل می‌شود به طوری که تصویر میانی، تابع انتقال نوری، خارج از کانون و با یک مقدار ثابت است. پردازش تصویر دیجیتالی سپس تاری را برطرف کرده و بسته به خصوصیات فیزیکی پردازنده، نوفه ایجاد می‌کند. دامنه پویا بسته به نوع فیلتر مورد استفاده برای افزایش عمق میدان کم می‌شود. همچنین می‌تواند ابیراهی نوری را اصلاح کند. 
ماسک با استفاده از تابع ابهام و روش فاز ثابت توسعه یافته است.

## تاریخچه
این تکنیک توسط مهندس رادار ادوارد داوسکی و مشاور پایان‌نامه وی، توماس کاتی در دانشگاه کلرادو در ایالات متحده در دهه ۱۹۹۰ میلادی ارائه شد. پس از آنکه دانشگاه علاقه چندانی به تحقیقات  نشان نداد، آن‌ها از آن زمان شرکتی را برای تجاری سازی روش موسوم به CDM-Optics تاسیس کردند. این شرکت در سال 2005 توسط OmniVision Technologies خریداری شد که تراشه‌های دوربین موبایل مبتنی بر کدگذاری جبهه موج را به عنوان حسگرهای TrueFocus منتشر کرده است.
حسگرهای TrueFocus قادر به شبیه‌سازی فناوری‌های فوکوس خودکار قدیمی هستند که از فاصله‌سنج‌ها و عمق باریک میدان‌ها استفاده می‌کنند.  در حقیقت، این فناوری از نظر نظری هر تعداد ترکیب از نقاط کانونی در هر پیکسل را برای تأثیرگذاری فراهم می‌کند. این تنها فناوری است که به EDoF (عمق توسعه یافته میدان) محدود نیست.